# Theodor Henrich Rahlenbeck
Der Schuhmacher Theodor Henrich Rahlenbeck (* 4. Dezember 1784 in Hengstey; † 30. März 1864 in Herdecke) war zu Beginn des 19. Jahrhunderts im Raum Herdecke, Elberfeld (heute zu Wuppertal), Hagen und Gevelsberg als Laienprediger und Kämpfer gegen den Alkoholmissbrauch bekannt. Über sein Leben und Wirken hat der Gevelsberger Pfarrer Friedrich Schloemann das Buch Fienenpastor von Herdecke geschrieben.

## Herkunft
Als Theodor Henrich Rahlenbecks Vater ist der Protestant Caspar Diedrich Rahlenbeck eingetragen, der 1752 in Frömern bei Hamm geboren wurde. Dieser muss bereits als Kind mit seinen Eltern nach Hennen bei Iserlohn gezogen sein, möglicherweise verursacht durch die Brandschatzung Frömerns im Siebenjährigen Krieg durch französische Truppen. Caspar Dietrich wurde in Hennen im Jahr 1766 konfirmiert und lebte dort bis 1781.
Im Mai 1781 zog er nach Hengstey im Kirchspiel Boele und heiratete dort die Katholikin Anna Margaretha Blothe.
In Hengstey kam 1784 der einzige Sohn des Ehepaares zur Welt, Theodor Henrich. Er wurde, im Gegensatz zu seiner Schwester, evangelisch erzogen.
Die Familie zog später nach Herdecke. Dort erwarb der Zimmermannsmeister Caspar Dietrich Rahlenbeck im Jahr 1787 einen bebauten Grundstücksanteil von dem Kauf- und Handelsmann Johann Georg Schürmann (1720–1790), dazu ein Wegerecht zum Kuhstall der Familie und ein Nutzungsrecht an dem im Freien liegenden Brunnen.
Als Caspar Dietrich mit 46 Jahren an Brustfieber verstarb, wies das Grundbuch zunächst seine Witwe und die beiden Kinder als Eigentümer aus, später erwarb Theodor Henrich zusammen mit seiner Frau das Grundstück von den übrigen Miterben, d. h. von seiner Mutter und seiner Schwester.

## Der Fienenpastor
In Elberfeld lernte der als Schuhmacher ausgebildete Theodor Henrich Rahlenbeck seine Braut Henriette Jannette Gertruth Westhoff kennen, die bei der Pastorenfamilie Rauschenbusch arbeitete. Das Paar heiratete im Juli des Jahres 1813.
In dieser Zeit drohte er durch eine Erkrankung eines Auges zu erblinden und begann sich für Glaubensfragen zu interessieren. Er predigte bei Versammlungen, gründete einen Bibelkreis, der sich in seiner Wohnung traf, und war bald als der „Fienenpastor“ bekannt: der Laien-Pastor für die feinen, d. h. die richtigen Christen, auch bekannt unter der Bezeichnung Pietisten.
Rahlenbeck und der ihm nahestehende Kreis engagierte sich bei der Bekämpfung von Alkoholmissbrauch und unterstützte über die Barmer Missionsschule die Missionsstation Wupperthal in den Bergen des Kapgebiets von Südafrika, wo noch heute die 1830 erbaute Kirche und ein Dorf existiert.

## Nachkommen
Das Paar hatte insgesamt neun Kinder. Der ältere Sohn Johann Henrich Wilhelm (1816–1883) wurde Lehrer und ein bekannter Schönschreiber in Iserlohn. Der andere Sohn Henrich Wilhelm (1824–1855) wurde, wie sein Vater, Schuhmacher, verstarb aber schon im Alter von 31 Jahren. Auch einige der Töchter starben früh. Ein Enkel von Theodor Henrich, Hermann Rahlenbeck (1852–1922), wurde später Pfarrer und bekannter Publizist für Religionsfragen.